# 瑞安駅
瑞安駅は、中華人民共和国 浙江省 温州市 瑞安市 飛雲街道にあり、 2009年9月28日に温福線の駅として開業し、上海鉄路局の管轄である。 

## 歴史
2009年9月28日に正式に開業した。 

## 隣の駅
中国国鉄
温福線
温州南駅　-　瑞安駅　-　平陽駅